# Église Sainte-Élisabeth de Marbourg
Pour les articles homonymes, voir Église Sainte-Élisabeth.
L’église Sainte-Élisabeth de Marbourg est une des plus anciennes églises gothiques d'Allemagne. Elle est située dans la ville de Marbourg en Hesse, au pied de la colline du château. 
Elle a été élevée par l’ordre Teutonique en l’honneur de sainte Élisabeth de Hongrie, dont le tombeau se trouve dans l’église. Sa construction a commencé en 1235, quand Élisabeth de Thuringe a été canonisée, et s’est achevée en 1283. La  présence de la tombe en a fait une destination de pèlerinage important à la fin du Moyen Âge. 
L'église Sainte-Élisabeth est le modèle de l'Église Saint-Paul de Strasbourg et de la St. Martin's Episcopal Church de Houston (Texas).

## Architecture
L'église est l'une des plus anciennes églises purement gothiques allemandes, prise comme modèle pour l'architecture de la cathédrale de Cologne. Église-halle selon un plan cruciforme, elle est construite en grès.
La nef et ses bas-côtés d'accompagnement ont un plafond voûté de plus de 20 m de hauteur. L'église Sainte-Élisabeth a deux tours d'une hauteur approximative de 80 m. Celle du nord est couronnée par une étoile, l'autre au sud, par un chevalier.
La châsse de sainte Élisabeth est présentée dans l'ancienne sacristie. Ce chef-d'œuvre d'orfèvrerie fut terminé vers 1250 par des artisans rhénans. Les scènes les plus intéressantes de la vie de la sainte figurent sur les panneaux inclinés du coffret.

## Historique
La construction a débuté en 1235, l'année où Élisabeth fut canonisée. L'église fut consacrée en 1283. Toutefois, les tours ne furent achevées qu'en 1340. L'église était la propriété de l'ordre des chevaliers Teutoniques ; certains bâtiments de l'ordre existent toujours près de l'église, parmi lesquels la Deutschhausgut qui abrite maintenant la collection des minéraux et du département de géographie de l'université Philipps de Marbourg.
Dans le contexte de la Réforme, Philippe Ier, landgrave de Hesse, avait enlevé les restes de sainte Élisabeth, afin d'évincer les pèlerins de la ville protestante de Marbourg. Aujourd'hui, les reliques d'Élisabeth se trouvent dans le couvent Sainte-Élisabeth à Vienne, au musée de la ville de Stockholm et à Košice.
La plupart des moines se convertirent au protestantisme au cours du XVIe siècle, et l'église est depuis utilisée pour des services protestants. Pendant une courte période au début du XIXe siècle, des messes catholiques et des services de communion protestante ont été célébrés dans des parties séparées de l'église.
Peu avant la fin de la Seconde Guerre mondiale, l'ancien président allemand Paul von Hindenburg et son épouse ont été enterrés dans l'église Sainte-Élisabeth, après l'évacuation de leurs restes du mémorial de Tannenberg en province de Prusse-Orientale, ce en raison de l’approche de l'Armée rouge.
L'église Sainte-Élisabeth a servi d'exemples aux architectes chargés de la rénovation de l'église Sainte-Ségolène de Metz.

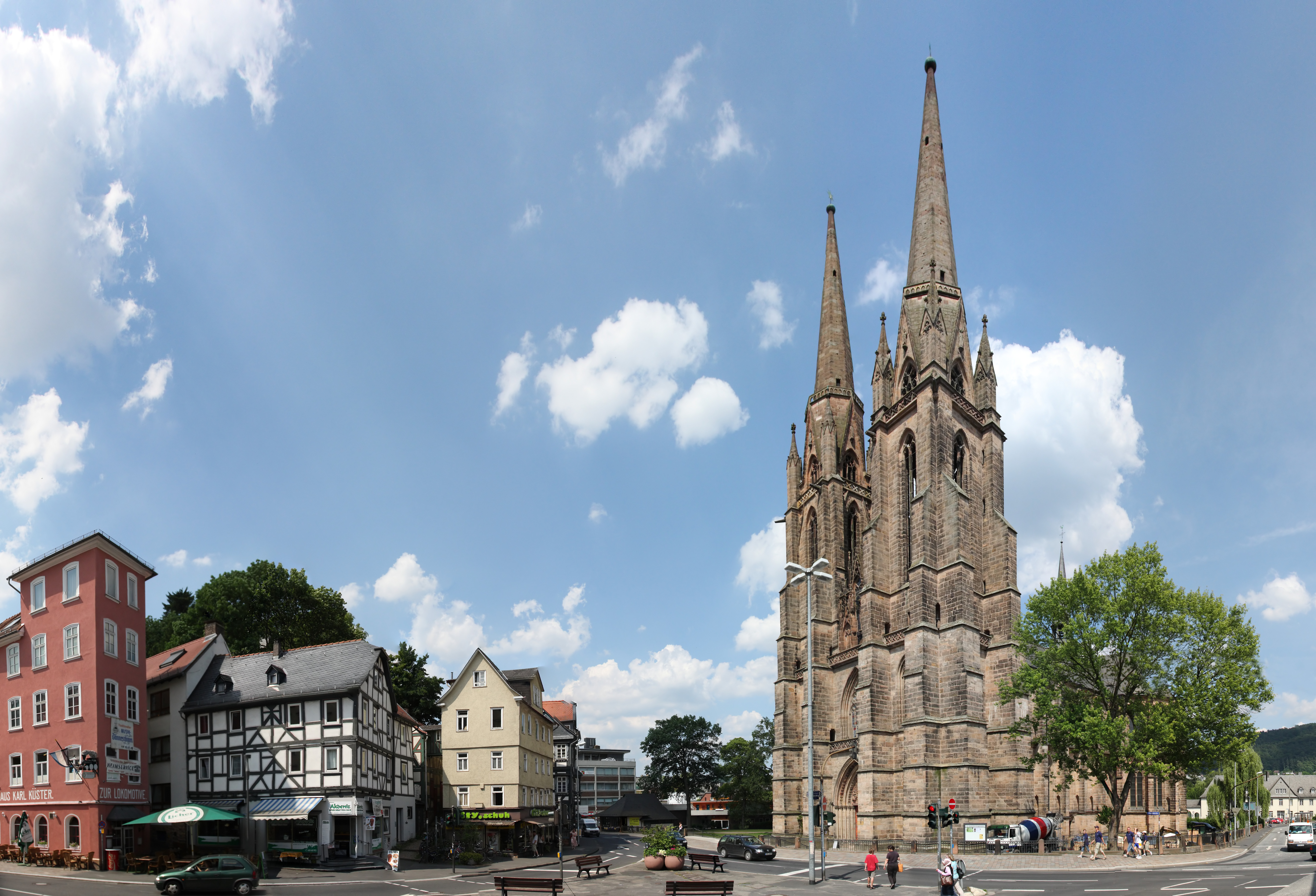
Vue d'ensemble.
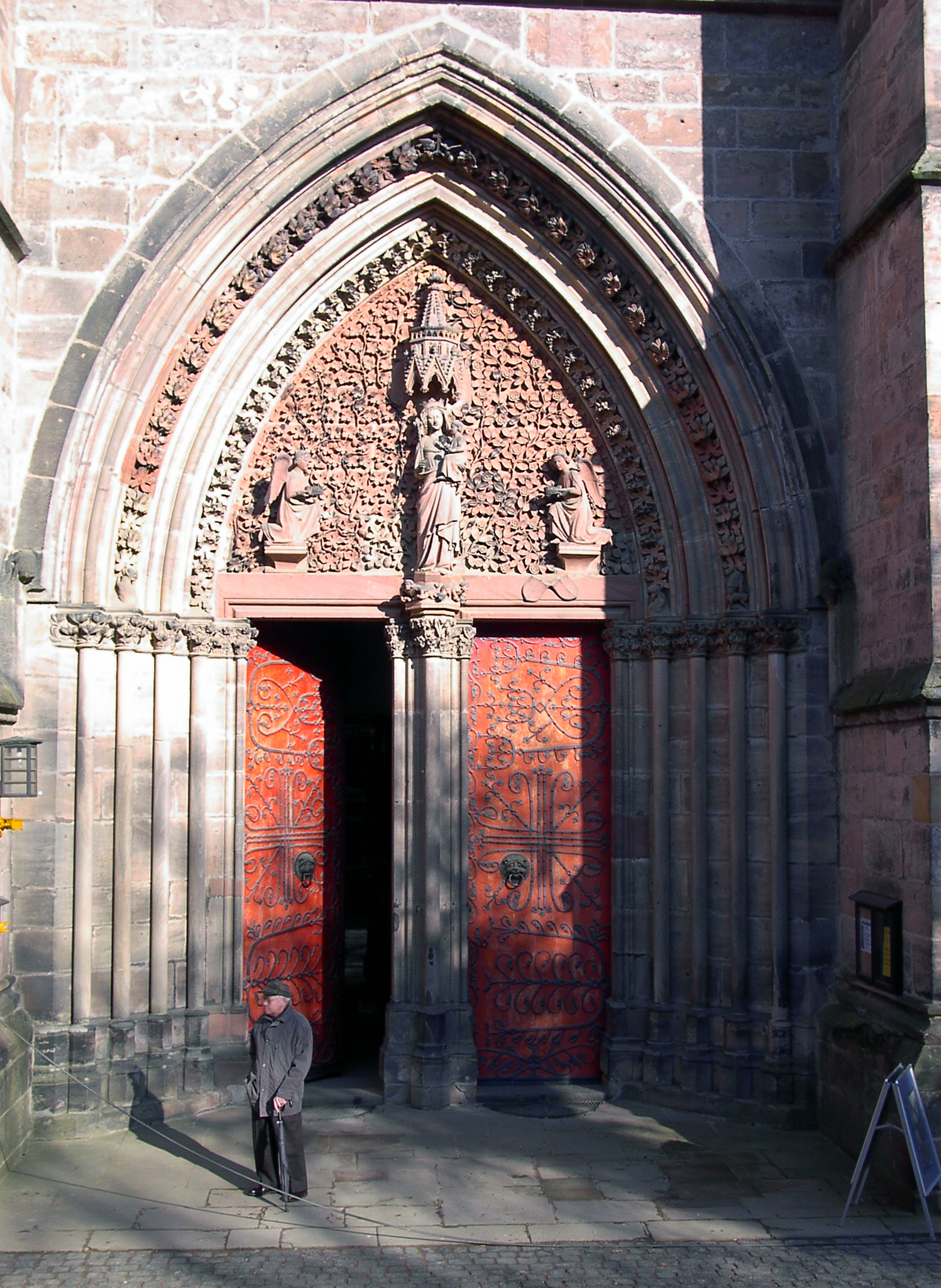
Le portail.
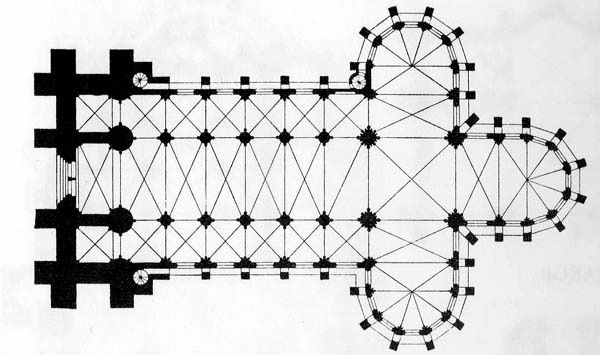
Le plan.
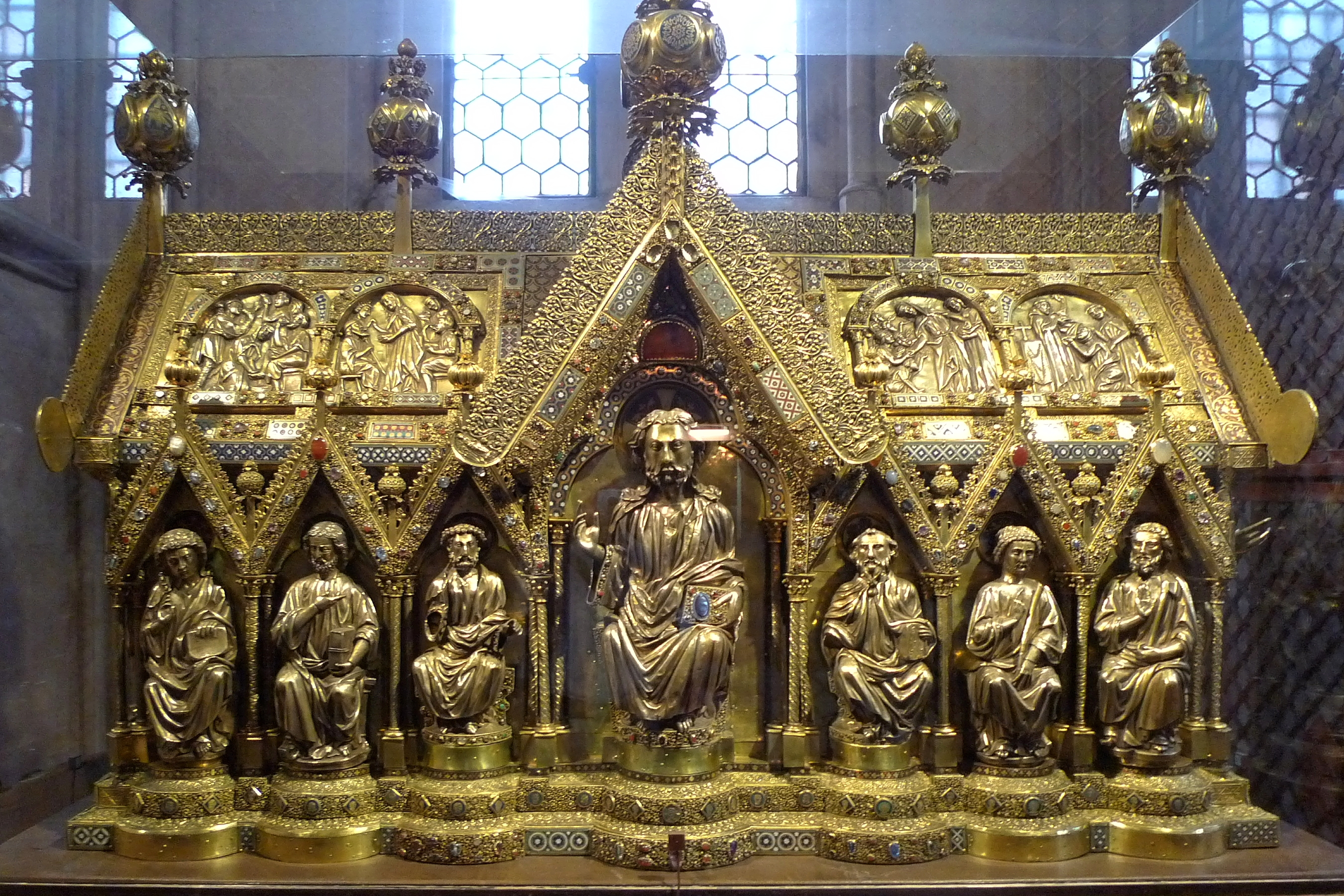
La châsse de sainte Élisabeth de Hongrie.
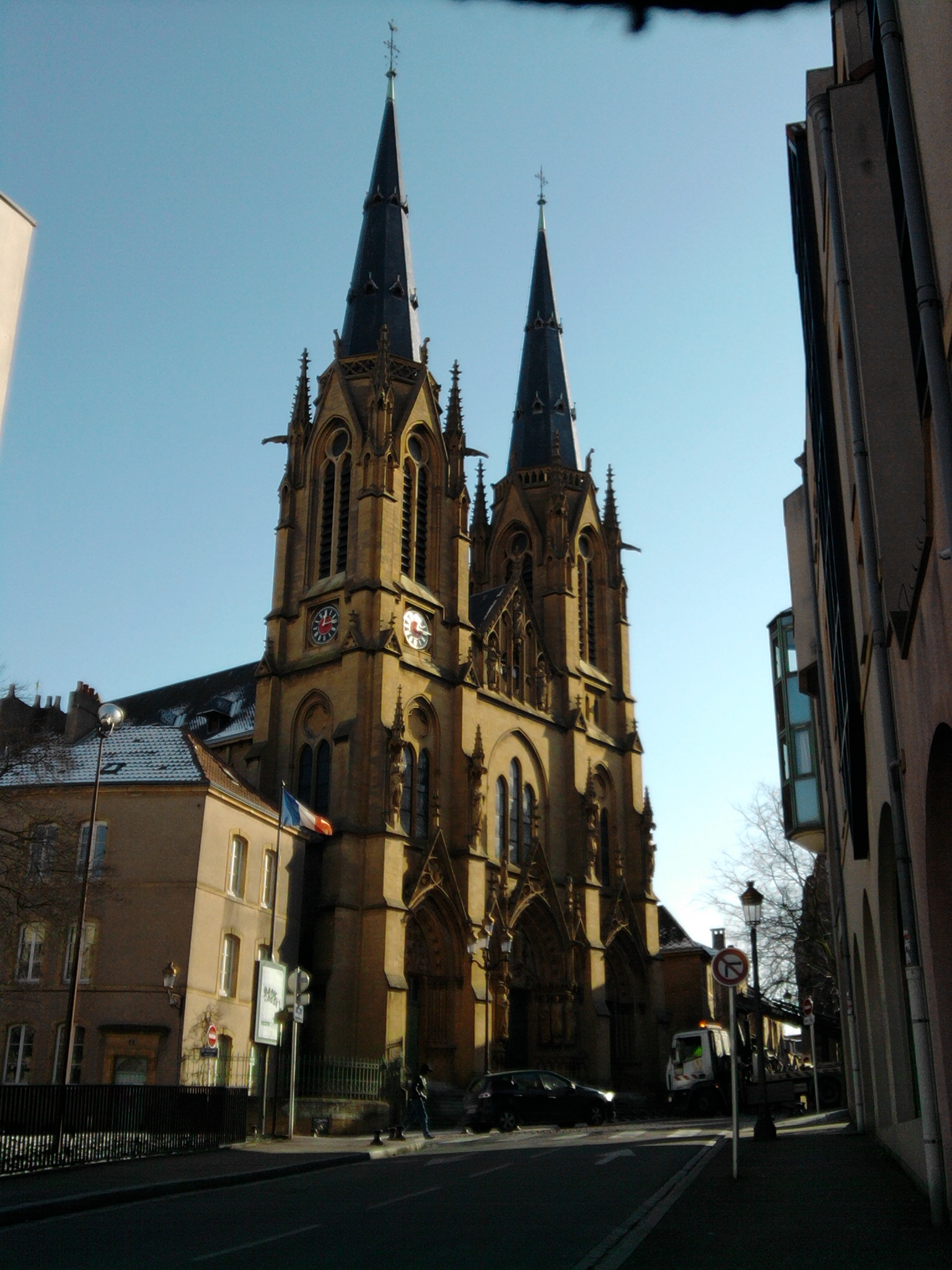
L'église Sainte-Ségolène de Metz